# هنری کاپلان
هنری کاپلان (انگلیسی: Henry Kaplan؛ ‏ ۱۳ سپتامبر ۱۹۲۶ – ۱۴ سپتامبر ۲۰۰۵) کارگردان فیلم اهل ایالات متحده آمریکا بود.
از فیلم‌هایی که وی در آن‌ها نقش داشته‌است، می‌توان به دختری در قایق اشاره نمود.